# Persone di nome Louis/Pittori
| Questa pagina contiene informazioni ricavate automaticamente dalle voci biografiche con l'ausilio del template Bio e di un bot. L'aggiornamento è periodico e automatico e ricostruisce completamente la pagina. Se manca una persona in questa lista, sei pregato di non aggiungerla, ma accertati piuttosto che la sua voce biografica contenga il template Bio e che i dati anagrafici siano correttamente compilati. Se il template Bio manca, inseriscilo tu stesso o, in alternativa, metti l'avviso {{tmp\|Bio}} che ne segnala la mancanza. Se i dati riportati sono sbagliati, correggi direttamente la voce biografica; le modifiche saranno visibili in questa lista entro pochi giorni. Per chiarimenti vedi il progetto antroponimi. La lista contiene solo le 62 persone che sono citate nell'enciclopedia e per le quali è stato implementato correttamente il template Bio. Pagina aggiornata al 16 ott 2024. |

Questa è una lista di persone presenti nell'enciclopedia che hanno il nome Louis e sono pittori.

## A(6)
- Louis Abel-Truchet, pittore francese (Versailles, n. 1857 - Auxerre, † 1918)
- Louis Abry, pittore e scrittore belga (Liegi, n. 1643 - Liegi, † 1720)
- Louis Absolon, pittore inglese
- Louis Victor Aclocque de Saint-André, pittore francese (Parigi, n. 1811)
- Louis Anquetin, pittore francese (Étrépagny, n. 1861 - Parigi, † 1932)
- Louis Apol, pittore olandese (L'Aia, n. 1850 - L'Aia, † 1936)

## B(7)
- Louis Boulanger, pittore, litografo e illustratore francese (Vercelli, n. 1806 - Digione, † 1867)
- Louis Boullogne II, pittore, incisore e disegnatore francese (Parigi, n. 1654 - Parigi, † 1733)
- Louis Boullogne, pittore e incisore francese (Parigi, n. 1609 - Parigi, † 1674)
- Louis Borgex, pittore e incisore francese (Fontaines-Saint-Martin, n. 1873 - † 1959)
- Louis Braquaval, pittore francese (Esquermes, n. 1854 - Saint-Valery-sur-Somme, † 1919)
- Jules Breton, pittore e poeta francese (Courrières, n. 1827 - Parigi, † 1906)
- Louis Béroud, pittore francese (Lione, n. 1852 - Parigi, † 1930)

## C(4)
- Louis Caravaque, pittore francese (Marsiglia, n. 1684 - San Pietroburgo)
- Carmontelle, pittore, incisore e architetto francese (Parigi, n. 1717 - Parigi, † 1806)
- Abraham Constantin, pittore e miniatore svizzero (Ginevra, n. 1785 - Ginevra, † 1855)
- Louis Cretey, pittore francese (Lione)

## D(9)
- Louis de Caullery, pittore fiammingo (Caullery - Anversa, † 1621)
- Louis Jean Desprez, pittore e architetto francese (Auxerre, n. 1743 - Stoccolma, † 1804)
- Louis Devedeux, pittore francese (Clermont-Ferrand, n. 1820 - Parigi, † 1874)
- Louis Dorigny, pittore francese (Parigi, n. 1654 - Verona, † 1742)
- Louis Ducis, pittore francese (n. 1775 - † 1847)
- Louis Joseph César Ducornet, pittore francese (Lilla, n. 1806 - Parigi, † 1856)
- Louis Dupré, pittore francese (Versailles, n. 1789 - Parigi, † 1837)
- Louis Jean-Jacques Durameau, pittore francese (Parigi, n. 1733 - Versailles, † 1796)
- Louis de Forbin, pittore e scrittore francese (La Roque-d'Anthéron, n. 1777 - Parigi, † 1841)

## E(3)
- Louis Ferdinand Elle il vecchio, pittore francese (Parigi, n. 1612 - Parigi, † 1689)
- Louis Ferdinand Elle il giovane, pittore francese (Parigi, n. 1648 - Rennes, † 1717)
- Louis Eysen, pittore e incisore tedesco (Manchester, n. 1843 - Monaco di Baviera, † 1899)

## F(1)
- Louis Finson, pittore fiammingo (Bruges, n. 1580 - Amsterdam, † 1617)

## G(2)
- Louis Gallait, pittore belga (Tournai, n. 1810 - Bruxelles, † 1887)
- Louis Gauffier, pittore francese (Rochefort, n. 1762 - Livorno, † 1801)

## H(4)
- Louis Welden Hawkins, pittore francese (Stoccarda, n. 1849 - Parigi, † 1910)
- Louis Hayet, pittore francese (Pontoise, n. 1864 - Cormeilles-en-Parisis, † 1940)
- Louis Hersent, pittore francese (Parigi, n. 1777 - Parigi, † 1860)
- Louis Christian Hess, pittore e scultore austriaco (Bolzano, n. 1895 - Schwaz, † 1944)

## J(1)
- Louis Janmot, pittore e poeta francese (Lione, n. 1814 - Lione, † 1892)

## L(7)
- Louis le Brocquy, pittore irlandese (Dublino, n. 1916 - Dublino, † 2012)
- Louis Lafitte, pittore francese (Parigi, n. 1770 - Parigi, † 1828)
- Louis Jean François Lagrenée, pittore francese (Parigi, n. 1725 - Parigi, † 1805)
- Louis Le Nain, pittore francese (Laon, n. 1593 - Parigi, † 1648)
- Louis Nicolas Lemasle, pittore francese (Parigi, n. 1788 - Barisis-aux-Bois, † 1876)
- Louis Muraton, pittore francese (Tours, n. 1855 - Parigi, † 1919)
- Léon Riesener, pittore francese (Parigi, n. 1808 - Parigi, † 1878)

## M(4)
- Louis Marcoussis, pittore e incisore polacco (Varsavia - Cusset, † 1941)
- Louis Meijer, pittore olandese (Amsterdam, n. 1809 - Utrecht, † 1866)
- Louis Rémy Mignot, pittore statunitense (Charleston, n. 1831 - Brighton, † 1870)
- Louis Monziès, pittore e incisore francese (Montauban, n. 1849 - Le Mans, † 1930)

## N(1)
- Louis Nattero, pittore francese (Marsiglia, n. 1875 - Marsiglia, † 1915)

## P(2)
- Louis Parrocel, pittore e incisore francese (Brignoles, n. 1634 - Avignone, † 1694)
- Louis Pevernagie, pittore belga (Heldergem, n. 1904 - Uccle, † 1970)

## R(1)
- Louis Léopold Robert, pittore svizzero (Les Eplatures, n. 1794 - Venezia, † 1835)

## S(3)
- Louis Frédéric Schützenberger, pittore francese (Strasburgo, n. 1825 - Strasburgo, † 1903)
- Louis Silvestre II, pittore francese (Sceaux, n. 1675 - Parigi, † 1760)
- Louis Sussmann-Hellborn, pittore e scultore tedesco (Berlino, n. 1828 - Berlino, † 1908)

## T(3)
- Louis Tauzin, pittore francese (Barsac, n. 1842 - Royan, † 1915)
- Louis Toffoli, pittore francese (Trieste, n. 1907 - Créteil, † 1999)
- Louis Trabuc, pittore francese (Marsiglia, n. 1928 - Manosque, † 2008)

## V(2)
- Louis Van Lint, pittore belga (Saint-Josse-ten-Noode, n. 1909 - Bruxelles, † 1986)
- Louis Vivin, pittore francese (Hadol, n. 1861 - Parigi, † 1961)

## W(2)
- Louis Étienne Watelet, pittore francese (Parigi, n. 1780 - Parigi, † 1866)
- Louis Joseph Watteau, pittore francese (Valenciennes, n. 1731 - Lille, † 1798)